# Laaouama
Laaouama  (in arabo العوامة‎?, in berbero ⵍⵄⵡⴰⵎⴰ) è un centro abitato e comune rurale del Marocco situato nella prefettura di Tangeri-Assila, regione di Tangeri-Tetouan-Al Hoceima. Conta una popolazione di 8 013 abitanti (censimento 2014).